# Вешкайма (село, Вешкаймский район)
Вешкайма — село в Вешкаймском городском поселении Вешкаймского района Ульяновской области. 

## География
Находится на расстоянии примерно 5 километров по прямой на запад от районного центра посёлка Вешкайма, на реке Вешкайма.

## Название
Название по происхождению связано с финно-угорскими племенами. Так, в эрзя-мордовском имеется нарицательное «вишка» — «малый, небольшой по размерам», а словосочетание «вышкине ведь» означает «маленькая речка».

## История
Село возникло в 1665 году как Вешкаймская Слобода на Карсунско-Симбирской черте. Основали деревню переселённые из города Карсуна станичные дозорные казаки во главе с Д. Борзовым. 
В конце XVII в. дозорные казаки были выселены вместе со своими семьями в недавно завоёванный город Азов. 
В 1699 г. земли в Вешкайме получили в пожалование бояре и князья братья И. И. и П. И. Хованские. Они перевели сюда крепостных крестьян из своих «замосковских» вотчин. 
В 1720 году «на прежнем церковном месте» возведена новая церковь, «тёплая» (отапливаемая), с престолом великомученицы Параскевы Пятницы. 
В 1760 году дети князя В. П. Хованского продали имение с крепостными крестьянами в сёлах Вешкайма и Вырыпаевка жене «артиллерии аудитора» А. Родионова — Наталье Ивановне. Этим имением Родионовы владели до 1917 года. На средства секунд-майора И. А. Родионова и его брата лейб-гвардии сержанта Н. А. Родионова в селе было заложено новое кирпичное здание церкви. Хозяйство Родионовы считалось одним из лучших в России. В Вешкайме им принадлежали 6336 десятин земли, более тысячи крепостных крестьян и дворовых людей, винокуренный и кожевенный «заводы», водяные мельницы, 120 рабочих лошадей и 29 волов, много разнообразной сельскохозяйственной техники. 
В 1780 году, при создании Симбирского наместничества, село Богородское Вешкайма тож, при той же речке, помещичьих крестьян, вошло в состав Карсунского уезда. 
Храм каменный, построен в 1793 году господами Родионовыми. Престолов в нём три: главный (холодный) в честь Казанской иконы Божией Матери и в приделах (тёплый): в правом — во имя св. Апостола и Евангелиста Иоанна Богослова и в левом — во имя св. мученицы Параскевы.  
В 1859 году село Вешкайма в 1-м стане Карсунского уезда Симбирская губерния, имелось: одна церковь православная, почтовая станция, три кожевенных заводов. 
В 1864 году в селе открылось мужское начальное училище, которое в 1872 г. посетил инспектор народных училищ И. Н. Ульянов. Со стороны учителя, священника Казанской епархии, он не заметил «ни усердия, ни любви к делу». Через год тот был заменён симбирским учителем А. И. Дворянским. В 1880 году с помощью И. Н. Ульянова построили новую школу — земское училище, а в 1906-м в селе открыли второе земское училище. В 1875 г. открылась участковая земская больница на 18 койко-мест. В ней работали 1 врач, 3 фельдшера и 1 акушерка. Лечилось 240 человек из трёх приписанных волостей: Вешкаймская, Каргинская и Мало-Карсунская. 
В 1898 году в 6 км от села, на ветке Инза — Симбирск Московско-Казанской железной дороге, появилась железнодорожная станция «Вешкайма» (ныне р.п. Вешкайма)
В 1913 году в селе имелись кирпичная Казанская церковь и часовня (не сохранились), 3 школы (министерская, церковно-приходская и ремесленная-ткацкая), волостное правление и больница, 2 водяных и 3 ветряных мельницы, несколько маслобоек, овчинные и сапожные мастерские, 2 винокуренных завода, конный завод и две усадьбы дворян Родионовых. Село Вешкайма было центром Вешкаймской волости Карсунского уезда Симбирской губернии. 
В 1917 году вешкаймцы одними из первых в губернии объявили имущество помещиков народным достоянием.
В 1930 году в селе организуется колхоз имени Сталина. 
25 января 1935 года Постановлением Президиума ВЦИК СССР был образован Вешкаймский район с районным центром село Вешкайма. 
Указом ПВС РСФСР от 30 мая 1957 года райцентр Вешкаймского района Ульяновской области перенесён с села Вешкайма в посёлок при ж/д станции Вешкайма.
30 сентября 2017 г. митрополит Симбирский и Новоспасский Анастасий совершил освящение местного храма Архангела Михаила.

## Население
Население составляло: в 1780 году — 932 чел.; в 1859 г. — в 371 дворе жило: 1225 муж. и 1334 жен.; на 1900 г. в селе — в 637 двор. 1594 м. и 1696 ж.; 1610 человек в 2002 году (91% русские), 1445 по переписи 2010 года.

## Инфраструктура
Ныне в селе действуют средняя школа №1 (более 100 учащихся и 19 учителей), СДК и библиотека, детский сад (36 детей и 3 воспитателя), ФАП и отделение связи, 8 частных торговых точек, проведён природный газ. В 2004 г. ликвидированы в селе совхоз «Вешкаймский» и ООО «Хлебороб», участковая больница и профтехучилище № 34, дорожный ремонтно-строительный участок.

## Известные уроженцы и жители
Здесь родились и работали многие выдающиеся люди:
- Ефимов, Василий Трофимович (1922–1945) — Герой Советского Союза;
- Дарья Никифоровна Родионова (старшая сестра генерал-майора П. Н. Ивашева), тётка декабриста В. П. Ивашева, родственница богатых и влиятельных симбирян Языковых, Бекетовых, Тургеневых, Баратаевых, Татариновых, Толстых, Аржеветиновых и других. В 1808 г. у неё гостил видный деятель русской культуры, близкий друг А. С. Пушкина Александр Иванович Тургенев. Её мужем был секунд-майор И. А. Родионов, дед и отец которого были убиты пугачёвцами в Казани (о них упоминает А. С. Пушкин в «Истории Пугачёва»). В селе у Д. Н. Родионовой 24–28 мая 1824 г. и 8 ноября 1825 г. бывал её племянник, декабрист В. П. Ивашев. В 1840-х гг. здесь в имении работал, выполняя заказы Родионовых, видный русский художник Кузьма Александрович Макаров (1778—1862), чей старший сын — Иван Кузьмич Макаров (1822–1897) — стал академиком живописи. Летом 1919 г. в имении с молодым московским архитектором Трушковским побывал Сергей Тимофеевич Конёнков (1874–1971), позднее – народный художник СССР, лауреат Ленинской премии, Герой Социалистического Труда. Отсюда они отправили в Москву и Симбирск десятки подлинных произведений искусства, в том числе «интереснейшие документальные свидетельства пугачевского восстания».
- Село Вешкайма — родина известного писателя зарубежья Николая Александровича Троицкого, автора книги «Концентрационные лагеря СССР» и нескольких сборников художественной прозы, организовавшего в Мюнхене Русскую библиотеку и институт по изучению истории и культуры СССР;
- Родина доктора технических наук, бывшего генерального конструктора единой системы ЭВМ Сергея Аркадьевича Крутовских (1928–1981);
- Родина архиепископа Ульяновского Ивана Васильевича Никольского (1864–1937) и Фёдора Ивановича Каширина, бывшего редактора районной газеты «Путь Октября», заслуженного работника культуры РСФСР (1927–2000);
- Родина управляющего отделением Пенсионного фонда России по Ульяновской области Алексея Михайловича Сырова (1935–1999).
- В конце 1940-х гг. вторым секретарем Вешкаймского райкома ВКП(б) избирался Мусатов, Леонид Николаевич;
- В 1953–1954-х гг. вторым секретарём Вешкаймского райкома КПСС работал Илья Николаевич Милюдин (1923), позднее — первый заместитель редактора газеты «Ульяновская правда», председатель областного комитета по телевидению и радиовещанию, заслуженный работник культуры РСФСР.
- В 1948–1950 гг. председателем Вешкаймского райисполкома работал Пётр Дмитриевич Дорогойченко (1915–1997), позднее — краевед, автор двухтомника краеведческих работ.